# كازويا كاتو
كازويا كاتو (باليابانية: 加藤和也؛ بالكانا: かとう かずや) هو رياضياتي وأستاذ جامعي ياباني، ولد في 17 يناير 1952 في واكاياما في اليابان.